# Louis Monloubou
Louis Monloubou, né le 15 novembre 1924 à Saint-Gervais en Gironde et mort à Bordeaux le 28 février 2012, est un prêtre catholique français.

## Biographie
Formé au petit puis au grand séminaire de Bordeaux, il est ordonné prêtre pour ce diocèse le 19 juin 1949. Jusqu'en 1954, il est professeur de lettres au Petit séminaire de Bordeaux, avant de rentrer à Saint-Sulpice en 1955.
Envoyé à Rome pour des études complémentaires, il fait d'abord une licence de théologie à l'Angelicum, nécessaire à l'époque pour pouvoir faire une licence d'exégèse à l'Institut biblique. Sa licence biblique en poche il commence aussitôt à enseigner l’Écriture Sainte à Autun (1958-1967), puis de nombreuses années à l’Institut catholique de Toulouse (1967-1995), où il reste professeur honoraire jusqu'en 1999.
Exégète spécialiste de l'Ancien Testament et plus particulièrement du prophétisme et des courants de sagesse biblique, il est un bon représentant de la méthode historico-critique à laquelle il adhère pleinement. Il est toutefois intéressé par d'autres approches complémentaires, en particulier par l'approche symbolique. Il participe notamment à la traduction œcuménique de la Bible (TOB). Ses travaux témoignent de son intérêt constant pour la prière telle que la Bible la présente.

## Publications
- Dictionnaire biblique universel, Desclée, 1984 (avec F.M. du Buit).
- Les Prophètes de l'Ancien Testament, « Cahiers évangile » no 43, Cerf, Paris 1983.
- Saint Paul et la prière / Prière et évangélisation, « Lectio Divina » no 110, Cerf, Paris 1982.
- L'Imaginaire des psalmistes / L'Imaginaire des psalmistes / Psaumes et symboles, « Lectio Divina » no 101, Cerf, Paris 1980.
- La Prière selon saint Luc / Recherche d'une structure, « Lectio Divina » no 89, Cerf, Paris 1976 (thèse de doctorat en théologie).
- L'Ancien Testament / porte de l'Évangile, « Croire et comprendre », le Centurion, 1974.
- Un Prêtre devient prophète, Ézéchiel, « Lectio Divina » no 73, Cerf, Paris 1972.
- Lire aujourd'hui les évangiles de l'enfance, Éditions du Sénevé, Paris, 1971.
- Jésus et son mystère, « La Bible dans l'histoire », Mame, 1969.
- Prophète, qui es tu ? / Prophète, qui es tu ? / Le prophétisme avant les prophètes, « Lire la Bible » no 14, Cerf, Paris 1968.
- Amos et Osée / sainteté de justice, sainteté d'amour, Éditions Fleurus, Paris, 1964.

### Source
- Avis de décès de M. Louis Monloubou, p.s.s.